# Alto Bergadá
El Alto Bergadá (en catalán, Alt Berguedà) es una subcomarca española que comprende la parte norte de la comarca del Bergadá, en la provincia de Barcelona. Antaño fue conocida por sus riquezas de carbón.

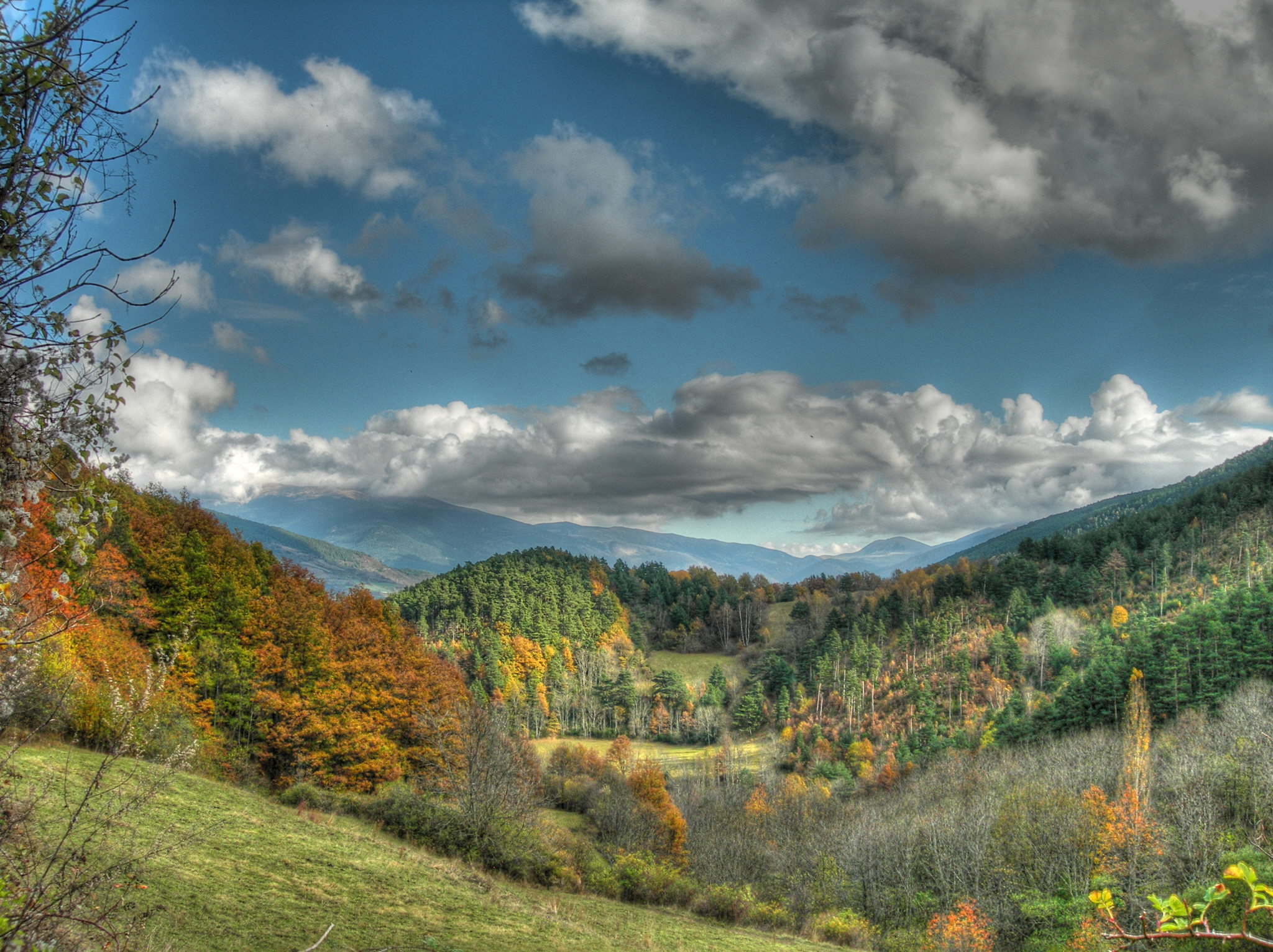
Alto Bergadá

- Datos: Q5671009